# Les Visiteurs sur le trottoir roulant
Pour plus de détails, voir Fiche technique et Distribution.

Le trottoir mécanique de l'exposition universelle de 1900, à Paris.

Les Visiteurs sur le trottoir roulant est un film de Georges Méliès sorti en 1900 au début du cinéma muet.
Comme Panorama pris du trottoir roulant Champ de Mars, il fait référence à l'attraction Rue de l'Avenir, qui fonctionnait pendant l'exposition universelle de 1900, à Paris.

## Fiche technique
- Réalisation, scénario et producteur : Georges Méliès
- Société de production : Star-Film
- Format : Muet - Noir et blanc